# Кралят на Тълса
„Кралят на Тълса“ (на английски: Tulsa King) е американски криминален и комедийно–драматичен телевизионен сериал, създаден от Тейлър Шеридан за стрийминг платформата Paramount+. В сериала участва Силвестър Сталоун в първата му главна роля в телевизионен сериал. Сталоун изпълнява ролята на Дуайт „Генералът“ Манфреди, мафиот който наскоро е освободен от затвора в Ню Йорк и е изпратен в Тълса, Оклахома, където започва да гради престъпна организация.
В сериала участват още Андреа Савидж, Мартин Стар, Макс Касела, Доменик Ломбардози, Винсънт Пиаза, Ей Си Питърсън, Гарет Хедлънд и Дейна Дилейни. След като получава предварителна премиера в кината на 29 октомври 2022 г., сериалът е пуснат в Paramount+ от 13 ноември 2022 г. до 8 януари 2023 г. Малко след премиерата, Кралят на Тълса е подновен за втори сезон, чиято премиера е на 15 септември 2024 г.

## Обща информация
Терънс Уинтър е шоурънър за първия сезон, но поради различия с Шеридън, той е понижен до главен сценарист преди втори. Режисьорът Крейг Зиск продуцира втория сезон. Първият сезон е заснет в Оклахома Сити, но първичната продукция на втория сезон се мести в Атланта след оплакване от актьорския състав и екипа. Анабела Шиора, Татяна Запардино, Франк Грило и Нийл Макдона се присъединяват към актьорския състав на втори сезон. Трети и четвърти сезон, както и спин-оф поредица са в ранен етап на продуциране.
Сериалът се оказва успешен, като повишава телевизионния рейтинг по време на излъчването си по Paramount Network и поставя рекорди по гледаемост в Paramount+. Мнозина хвалят изпълнението на Сталоун, но други критикуват сценария и цялостната арка на историята. През 2023 г. „Кралят на Тълса“ е номиниран за награда Еми за креативни изкуства.

## „Кралят на Тълса“ в България
Кралят на Тълса започва премиерно излъчване за България по bTV на 6 януари 2025 г. от 22:15/22:30 ч.